# Le Samadhi du miroir précieux
Le Samādhi du miroir précieux (chinois : 寶鏡三昧歌 ; pinyin : Bǎojìng sānmèi gē, japonais : 宝鏡三昧 (Hōkyō zanmai)) est le titre d'un poème zen en chinois classique écrit sous la dynastie Song et attribué au cofondateur de l'école Caodong du bouddhisme chan, Dongshan Liangjie ( japonais : Tōzan Ryōkai () qui vécut de 807 à 869. Au Japon, il s'agit d'un des textes fondateurs du bouddhisme zen de la branche Sôtô.

## Contenu
Il s'agit d'un poème qui fait autorité sur l'éveil tel qu'il est compris par l'école Caodong, l'une des Cinq maisons du chan. Le poème est attribué à Dongshan Liangjie (Tōzan Ryōkai ()).
Hōkyō fait référence au suprême miroir limpide, et ce miroir limpide désigne la sagesse du Bouddha Shakyamuni.

## Poème
Ce poème est récité chaque matin des jours impairs dans tous les temples de l'école Sōtō, en alternance avec le Sandōkai.
Le Dharma du Tathagata a été transmis intimement par les Bouddhas et les Patriarches,

Maintenant, vous l'avez, préservez-le correctement.

Un bol d'argent couvert de neige, une grue cachée dans l'éclat de la lune,

Les choses de ressemblent sans être égales, même confondues, on sait où elles sont.

Le sens ne se trouve pas dans les mots, au moment décisif il apparaît.

Bougez, et vous êtes piégés, passez à côté, vous voilà dans le doute et l'hésitation.

S'en détourner ou toucher sont erronés, c'est comme une grande boule de feu.

L'exprimer en langue ornée et le voilà souillé.

Au milieu de la nuit, il est parfaitement clair, à l'aube il est caché.

Il est la norme pour toutes choses, utilisez-le pour abolir la souffrance.

Bien qu'il ne soit pas conditionné, il n'est pas au-delà des mots.

Comme un nouveau-né, il est revêtu des cinq aspects,

Il ne vient ni ne part, il n'apparaît ni ne reste,

Baba wawa, uku muku,

Il n'obtient finalement rien car les mots ne sont pas justes.

Il se transforme comme, dans l'hexagramme "feu", lorsque les traits sont changés,

Superposés, ils donnent trois, et cinq quand ils sont permutés.

Comme les cinq goûts de la plante chisô, comme le sceptre de diamant,

Merveilleusement réunis au centre, le tambour et le chant arrivent ensemble.

Il passe par l'origine, il passe par les chemins, il s'insère dans les territoires, il s'insère dans les passages.

Quand on le respecte, c'est le bon augure et il n'y a plus d'offense.

Naturel et merveilleux, cela n'appartient ni à l'illusion ni à l'éveil,

Selon les causes et les conditions, selon les occasions,

Brillant et silencieux,

Si mince qu'il s'insère là où il n'y a pas de faille, si grand qu'il transcende toutes limitations,

Une déviation d'un cheveu et vous êtes hors de sa résonance,

Maintenant il y a l'éveil subit et l'éveil graduel, alors les enseignements et les écoles apparaissent,

Ces enseignements et ces écoles se distinguent, chacun avec sa norme,

Que les enseignements et les écoles soient réalisés ou non, la réalité poursuit son cours.

#### Traductions avec commentaires
- (en) « Song of the Jewel MIrror Awarness in Timeless Spring. A Soto Zen Anthology », dans Thomas Cleary (en) (Ed.; transl.), Classics of Buddhism and Zen, vol. IV, Boston, Shambala, 2005, 910 p. (ISBN 978-1-590-30221-7), p. 501-628 (v. p. 528-533)
- Taisen Deshimaru (préf. de Marc de Smedt), La pratique du zen, Paris, Albin Michel, coll. « Spiritualités vivantes », 2012 (1re éd. 1974), 281 p. (ISBN 978-2-226-01287-6), p. 131-223